# Iris Hesseling

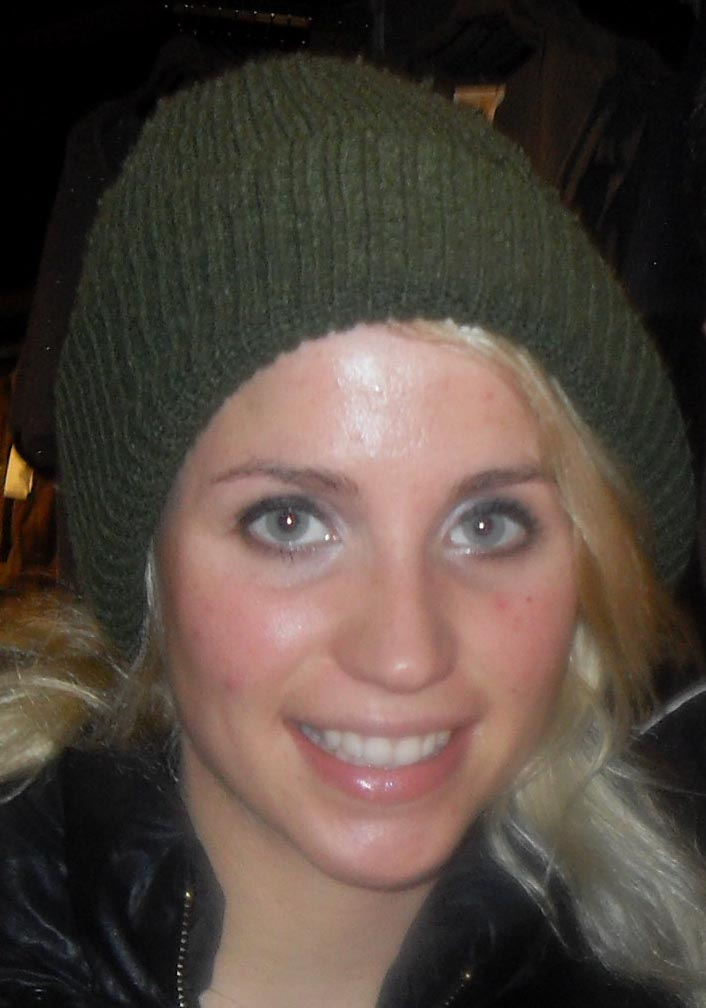
Iris Hesseling

Iris Hesseling (* 1. Juni 1987 in Oosterbeek) ist eine niederländische Schauspielerin. Sie wurde bekannt in der Rolle der Amber Rosenbergh in der Fernsehserie Het Huis Anubis.

## Biografie
Hesseling stammt aus einer musikalischen Familie. Sie verbrachte ihre Kindheit in Oosterbeek mit ihrer Mutter Jennie, ihrem Vater Gert und ihrem Bruder Sven. Schon in ihrer Jugend war sie von der Schauspielerei begeistert. Sie zog nach Amsterdam, um sich als Schauspielerin ausbilden zu lassen. Ihre erste Rolle spielte sie in der erfolgreichen TV-Sendung Het Huis Anubis als Amber Rosenbergh. 2017 war in 100% Coco zu sehen.
Heute lebt sie in Antwerpen.